# Marale
Marale é uma cidade hondurenha do departamento de Francisco Morazán.